# Jesús Hernández Torres
José de Jesús Hernández Torres (Ciudad de México, 1944) es un político mexicano, antiguamente miembro del Partido Revolucionario Institucional. Ha ocupado diversos cargos políticos, entre los que está diputado federal suplente y titular de la dirección general de Radio, Televisión y Cinematografía de la Secretaría de Gobernación.

## Reseña biográfica
Jesús Hernández Torres es licenciado en Administración de Empresas egresado de la Universidad Nacional Autónoma de México y tiene una maestría en Economía por el Instituto Politécnico Nacional. Fue profesor en la Facultad de Contaduría y Administración de la UNAM en 1969.
En 1971 fue nombrado asesor de la dirección general de Gobierno de la Secretaría de Gobernación, cuyo titular era Manuel Bartlett Díaz; cuando éste pasa a ser secretario general del PRI en 1981, nombra a Hernández Torres como su asesor y coordinador del Sistema de Comunicación y Seguimiento del CEN en la campaña presidencial de Miguel de la Madrid Hurtado. Fue también director adjunto del Fideicomiso Acapulco.
Paralelamente ocupó en la iniciativa privada los cargos de vicepresidente del consorcio Aristos de 1970 a 1975, director general y presidente de Viva Corporación Turística de 1976 a 1979 y director general de Factible de 1979 a 1980.
El 1 de diciembre de 1982 Miguel de la Madrid asumió la presidencia de México y nombró a Manuel Bartlett titular de la Secretaría de Gobernación, Bartlett a su vez nombró a Hernández Torres al frente de la dirección general de Radio, Televisión y Cinematografía, permaneció en el cargo prácticamente todo el sexenio, hasta 1988. Además, en 1982 había sido elegido diputado federal suplente por el Distrito 35 del entonces distrito federal, siendo diputada propietaria Armida Martínez Valdéz, en la LII Legislatura que culminó en 1985, sin que llegara a ejercer la titularidad de la diputación.
Entre 1993 y 1995 siendo Manuel Bartlett Díaz gobernador de Puebla, fue coordinador general del Programa de Desarrollo Regional «Angelópolis», y posteriormente fue representante del gobierno de Puebla en la Ciudad de México.